# 澤西旗幟
泽西岛的旗帜在1979年6月12日由泽西岛选定，并在1980年12月10日由伊丽莎白二世宣布，并且在1981年4月1日正式悬挂。
该旗帜白底红色的X型十字，上方为该岛标志。

## 旗帜的历史
1981年新旗帜诞生前，泽西岛使用的是纯白色底红色对角线组成的旗帜。